# 薛西斯 (亞美尼亞)

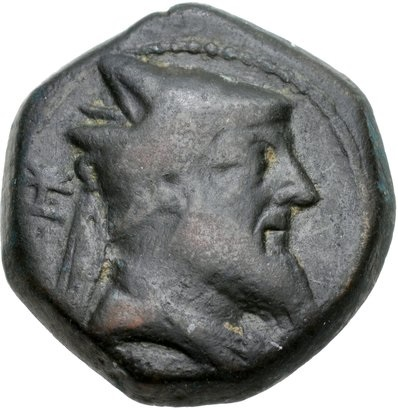
薛西斯的钱币，约公元前220年

薛西斯（公元前228年－前212年在任），是亞美尼亞王國國王阿薩姆斯一世之子，他統治索菲尼、科馬基尼一帶。塞琉古帝國安條克三世在前212年進攻南亞美尼亞，薛西斯被迫臣服，成為屬國。安條克三世把自己姐姐安條基絲嫁給薛西斯，之後薛西斯被王后安條尼絲謀殺。可能由其子阿拜迪薩勒斯（Abdissares）繼承王位。 

## 參看
- 亞美尼亞王國

| 前任： 阿薩姆斯一世 | 南亞美尼亞王國國王 前228年－前212年以後 | 繼任： 阿拜迪薩勒斯 |